# Чэндэ
Чэндэ́ (кит. упр. 承德, пиньинь Chéngdé) — городской округ в провинции Хэбэй (КНР). Название означает «передавать добродетель» (имелось в виду «передавать окружающим добродетельность императора»).

## История
В I тысячелетии до н. э. территория, ныне занимаемая городским округом, входила в состав царства Янь. Позднее она не раз подпадала под контроль соседних с Китаем народов — ухуаней, сяньбийцев, киданей, чжурчжэней, монголов, маньчжуров.
В 1703 году район нынешнего города Чэндэ был выбран цинским императором Канси как место для летней резиденции, и здесь был образован полевой лагерь маньчжурских войск. В связи с ростом населения в 1723 году был создан Жэхэский комиссариат (кит. упр. 热河厅, пиньинь Rèhé tīng). В 1733 году в честь 80-летия уже умершего к тому времени Канси комиссариат был поднят в статусе до области и переименован — так образовалась область Чэндэ (кит. упр. 承德州, пиньинь Chéngdé zhōu). В 1778 году была образована Чэндэская управа (кит. упр. 承德府, пиньинь Chéngdé fǔ).
В 1767—1771 годах по приказу императора Цяньлуна в Чэндэ был построен обширный храмовый комплекс тибетской буддийской традиции Путоцзунчэн, название которого переводится как «Малый дворец Потала» (он замышлялся как подобие знаменитого тибетского дворца Потала). Комплекс в 1994 году наряду с другими буддийскими памятниками Чэндэ внесён в Список всемирного наследия ЮНЕСКО.
После Синьхайской революции в Китае была произведена реформа структуры административного деления, в ходе которой управы были упразднены, и в 1913 году на территории, ранее подконтрольной непосредственно Чэндэской управе, был образован уезд Чэндэ.
В 1914 году весь регион был выделен в «специальный административный район Жэхэ» (кит. упр. 热河特别区, пиньинь Rèhé tèbié qū). В сентябре 1928 года этот административный район был преобразован в провинцию Жэхэ, администрация которой разместилась в Чэндэ. На территориях с преобладающим ханьским населением была введена обычная для Китая уездная система управления с выделением 15 уездов, а в районах, населённых монголами, сохранялось старое деление на аймаки (Джосоту на юге и Джу-Уд на севере) и хошуны.
23 февраля 1933 года в провинцию Жэхэ вторглась японская армия; 4 марта японские войска вошли в Чэндэ. Захваченная провинция была присоединена к марионеточному государству Маньчжоу-го. После капитуляции японских войск в августе 1945 года Чэндэ вошёл в состав находившегося под контролем коммунистов освобождённого района Хэбэй — Ляонин, но в августе 1946 года был захвачен гоминьдановскими войсками.
В ноябре 1948 года части Северокитайской полевой армии НОАК под командованием Не Жунчжэня вступили в город Чэндэ, после чего провинция Жэхэ перешла под контроль коммунистов. В мае 1949 года территория аймака Джу-Уд была передана из состава Жэхэ в автономный район Внутренняя Монголия.
В 1955 году провинция Жэхэ была расформирована, а её территория разделена между провинциями Хэбэй и Ляонин и автономным районом Внутренняя Монголия. На территории, переданной в состав провинции Хэбэй, был в 1956 году образован Специальный район Чэндэ (кит. упр. 承德专区, пиньинь Chéngdé zhuānqū). В 1958 году был расформирован уезд Чэндэ, а его территория перешла под юрисдикцию города Чэндэ. В 1960 году структуры управления города и специального района были объединены, в результате чего город стал состоять из 2 районов и 7 уездов.
В 1961 году город Чэндэ и Специальный район Чэндэ (впоследствии переименованный в Округ Чэндэ) были разделены вновь. В 1984 году Чэндэ стал городом провинциального подчинения, а уезд Цинлун был передан из состава округа Чэндэ под юрисдикцию Циньхуандао.
В июле 1993 года были расформированы город Чэндэ и округ Чэндэ, и образован городской округ Чэндэ.

## Административно-территориальное деление
Городской округ Чэндэ делится на 3 района, 1 городской уезд, 4 уезда, 3 автономных уезда:
| Карта | Карта                                          | Карта                                          | Карта                | Карта                             | Карта            | Карта         | Карта                      |
| ----- | ---------------------------------------------- | ---------------------------------------------- | -------------------- | --------------------------------- | ---------------- | ------------- | -------------------------- |
|       |                                                |                                                |                      |                                   |                  |               |                            |
| #     | Статус                                         | Название                                       | Иероглифы            | Пиньинь                           | Население (2004) | Площадь (км²) | Плотность населения (/км²) |
| 1     | Район                                          | Шуанцяо                                        | 双桥区               | Shuāngqiáo qū                     | 290 000          | 311           | 932                        |
| 2     | Район                                          | Шуанлуань                                      | 双滦区               | Shuāngluán qū                     | 100 000          | 250           | 400                        |
| 3     | Горнодобывающий район Иншоуинцзы               | Горнодобывающий район Иншоуинцзы               | 鹰手营子矿区         | Yīngshǒuyíngzi kuàngqū            | 70 000           | 148           | 473                        |
| 4     | Уезд                                           | Чэндэ                                          | 承德县               | Chéngdé xiàn                      | 470 000          | 3990          | 118                        |
| 5     | Уезд                                           | Синлун                                         | 兴隆县               | Xīnglóng xiàn                     | 320 000          | 3116          | 103                        |
| 6     | Городской уезд                                 | Пинцюань                                       | 平泉市               | Píngquán shì                      | 470 000          | 3297          | 143                        |
| 7     | Уезд                                           | Луаньпин                                       | 滦平县               | Luánpíng xiàn                     | 320 000          | 3195          | 100                        |
| 8     | Уезд                                           | Лунхуа                                         | 隆化县               | Lónghuà Xiàn                      | 420 000          | 5474          | 77                         |
| 9     | Фэннин-Маньчжурский автономный уезд            | Фэннин-Маньчжурский автономный уезд            | 丰宁满族自治县       | Fēngníng Mǎnzú Zìzhìxiàn          | 380 000          | 8747          | 43                         |
| 10    | Куаньчэн-Маньчжурский автономный уезд          | Куаньчэн-Маньчжурский автономный уезд          | 宽城满族自治县       | Kuānchéng Mǎnzú Zìzhìxiàn         | 230 000          | 1933          | 119                        |
| 11    | Вэйчан-Маньчжурско-Монгольский автономный уезд | Вэйчан-Маньчжурско-Монгольский автономный уезд | 围场满族蒙古族自治县 | Wéichǎng Mǎnzú Měnggǔzú Zìzhìxiàn | 520 000          | 9058          | 57                         |

## Экономика
В Чандэ расположены металлургический завод HBIS Group, фармацевтическая фабрика Jingfukang Pharmaceutical Group, насосно-аккумулирующая гидроэлектрическая станция «Фэннин» компании State Grid Corporation of China.

## Образование
- Медицинский колледж Чэндэ

## Достопримечательности
- Императорская усадьба Горное убежище от летнего зноя, которая входит в число памятников Всемирного наследия ЮНЕСКО.

## Спорт
В 2018 году здесь прошёл чемпионат мира по хоккею с мячом среди женщин.

## Города-побратимы
- Касива, Япония
- Такасаки, Япония
- Округ Дакота, США
- Санту-Андре, Бразилия
- Версам, Бельгия